# 沙希·卡浦爾
沙希·卡浦爾（1938年3月18日—2017年12月4日）是一位印度宝莱坞演员、电影制作人和导演。他是印度著名電影演員普利特维拉·卡浦尔的幼子，哥哥是演员、导演拉兹·卡普尔。他是印度赫赫有名的演艺家族卡浦爾家族的成员之一。
沙希·卡浦爾一共拍摄了168部电影，包括印地语和英语电影。2011年，他獲得印度政府頒發的莲花装勋章（Padma Bhushan），以表揚他在演藝界的成就。